# Кандия, Педро де
Пе́дро де Канди́я, (греч. Πέδρο δε Κάνδια, исп. Pedro de Candía, итал. Pietro de Cândia; 1492 год, Ираклион, Крит — 16 сентября 1542 года, Чупас, Уаманга, Перу), называемый также просто Грек (исп. el Griego), «греческий авантюрист, рождённый на Крите и натурализовавшийся в Испании», испанский конкистадор, один из «Тринадцати Великих» или «Тринадцати, овеянных славой» (исп: Los 13 Grandes или Los trece de la fama), первый европеец, высадившийся на побережье Перу, и один из самых известных участников его завоевания, Гранд Испании, Алкайд города Куско.

## Биография

### Происхождение
Педро родился на греческом острове Крит, в городе-крепости Ираклион, который в то время назывался Кандия и находился под контролем Венеции. Сведения о годе рождения расходятся — от 1485 до 1493 года.
Греческие историки XX века не поддерживают предположение известного американского исследователя истории Перу XIX века Уильяма Прескотта (1796—1859) о том, что Кандия, который в течение всей своей жизни был оружейником, литейщиком и артиллеристом, восходил к натурализовавшемуся на Крите дворянскому итальянскому роду и имел титул графа: если Ф. Контоглу указывает на Манолиса Каллигариса, беженца из Константинополя, состоявшего на службе у венецианцев, как на отца Кандии, то Х. Лазос считает его сыном безымянного греческого моряка.
Собственно, Кандия не является фамилией и, учитывая то, что так назывался и город, и остров, имя, закрепившееся за ним в испанской историографии, переводится как Пётр Критянин.
После смерти родителей во время нападения турок-османов его забрали вместе с братьями и перевезли в Кастельнуово в Италии, где он был воспитан своим дядей по материнской линии арагонского происхождения, а  после переехал с семьёй в Испанию.
В силу его физических данных (по всем описаниям Педро был очень высоким и сильным человеком) Педро был принят в испанскую королевскую гвардию (исп. Guardas de Castilla), где за ним и закрепилось имя Педро де Кандия.
В силу его навыков он был зачислен в артиллерию и воевал под командованием Педро де лос Риоса.  Он начал свою военную карьеру в Северной Африке как артиллерист и пороховник во время захвата Орана (1509), места Беджаи и капитуляции Триполи (1510), во всех этих кампаниях, он принимал участие под командованием Педро де Вера. После участия в битве при Павии (1525) он отправился в Испанию и служил со стражами Кастилии. Согласно некоторым источникам, он женился в Вильяльпандо, но, оставив свою жену,  когда отправился в Америку совместно с Педро де лос Риоса.

### Панама
С окончанием военных действий в Италии король Испании назначил Педро де лос Риоса губернатором Панамы. Педро де лос Риос, а вместе с ним и Педро де Кандия, прибыл в Панаму в июле 1526 года. В Панаме Кандия создал литейную и оружейную мастерскую, где из пяти мастеров трое были греками.

### В числе Тринадцати овеянных славой
В Америке, по просьбе де лос Риоса, отряд, которое Диего де Альмагро сформировал был присоединён к экспедиции, направленной для изучения самых южных районов Панамы (1526). Где зарекомендовал себя как грамотный стратег и опытный артиллерист. 
Педро де лос Риос был против экспедиции на юг, которую предпринял Франсиско Писарро, но Диего де Альмагро, вернувшись в Панаму с просьбой от Писарро об оказании помощи, сумел убедить его послать на помощь 80 человек, включая Кандию как артиллерийского специалиста.
Экспедиция продолжилась без видимого успеха. Писарро высадился 3 июня 1527 года на острове Петуха и в Панаму вновь был послан Альмагро, за подкреплением. Вместо подкреплений Педро де лос Риос выслал корабль с приказом немедленно возвращаться.
Возмущённый Писарро провёл линию на песке, обращаясь к конкистадорам:

«Кастильцы! С этой стороны линии — опасности и смерть, там спячка. С этой стороны — Перу и его богатства. С той — Панама и бедность. Выбирайте. Я иду на юг.»

Первым к Писарро присоединился Кандия, но за ним последовали только 11 конкистадоров, (традиция не причисляет к «13 Великим» слуг конкистадоров, включая слугу и соратника Кандии, эфиопа Меза).
«13 Великих» для безопасности перебрались на более отдалённый остров Горгона, где в ожидании Альмагро провели 7 месяцев. Прибытие Альмагро спасло их от голода, но подкрепление было незначительным). Писарро относился к нему с особым вниманием и неоднократно разделял с ним трапезу.

### Тумбес
Испанцы направились к побережью. Уже во время их первой экспедиции вдоль побережья сегодняшних Колумбии и Эквадора (март-сентябрь 1528 года), когда состоялась высадка в Такамес, севернее сегодняшнего города Гуаякиль, Кандия командовал артиллерией.
Когда 2 испанских корабля отдали якоря на рейде Тумбес, их посетили туземцы. Кандия вызвался отправиться в город сам. Его высадка была первой высадкой белого человека на побережье Перу и описывается в историографии Южной Америки как важное событие, с некоторыми отклонениями в деталях:
Гарсиласо де ла Вега, принц-инка, (1539—1616) в своих мемуарах делает упор на метровый деревянный крест, который Кандия понёс с собой и, с помощью которого, он укротил двух пантер, выпущенных старейшинами инков, чтобы развеять сомнения, есть ли этот рослый белый бородач человек или бог, чем поразил туземцев.
Прескотт писал, что «греческий рыцарь» отправился на берег во всех своих доспехах, при мече и аркебузе, упоминает крест при укрощении пантер, уменьшив его размер до нагрудного, но делает упор на то, что Кандия поразил туземцев демонстрацией стрельбы из аркебузы.
Однако через несколько лет, когда испанцы вошли в Куско, они с удивлением обнаружили, что под воздействием этого эпизода с Кандией инки выставили над всеми зданиями деревянные кресты, придав им волшебные свойства, что в какой-то мере подтверждает и свидетельство Гарсиласо де ла Вега.
Кандия пробыл в городе два дня и вернулся с картой города и крепостей, которую он нанёс на полотно. Его рассказы о золоте и серебре, встречаемых на каждом шагу, взбудоражили воображение испанцев, готовых немедленно атаковать город, но сил было мало и Писарро принял решение возвратиться в Панаму, с докладом о результате экспедиции.

### Идальго
Весной 1528 года Писарро, не получив поддержки в Панаме, отправился в Испанию, чтобы обеспечить поддержку для завоевания Перу, взяв собой Кандию. Почти через год, 26 апреля 1529 года, Карл V назвал Писарро рыцарем ордена Сантьяго и командующим похода. Все остальные из 13 Великих получили титул идальго. Кандия, в дополнение, получил звание командующего артиллерией, которое сохранил до самой своей смерти.
Писарро и Кандия вернулись в Америку. Первый взял с собой троих своих братьев, Кандия взял с собой из Испании группу земляков-критян, которых он зачислил в артиллерию и оружейники, создав тем самым и собственную личную охрану.

### Завоевание Перу
Писарро выступил из Панамы в конце января 1530 года и почти через год, 15 ноября, в Кашамалька вероломно пленил инка Атауальпа. В последовавшем сражении две пушки Кандии сыграли решающую роль, за что Кандия и получил повышенную долю выкупа, выплаченного инками за Атауальпу. Испанцы вошли в Куско.

### Выкуп Атауальпы
Из сокровищ, составивших знаменитый выкуп Атауальпы, Кандия получил 9909 песо золота и 407 марок серебра, что в ценах 2000 года могло бы равняться 53,7 млн долларов США (по Alfonso Klauer).

### Сражение в Куско
В 1535 году Альмагро, неудовлетворённый дележом и властью Писарро, отправился на юг во главе 570 испанцев и дошёл до 45-го градуса южной широты, но без особых успехов, и повернул назад. Тем временем, в отсутствие Франсиско Писарро и Альмагро, инки восстали и 200 тысяч повстанцев осадили испанцев в Куско. Кандия, со своими уже тремя пушками, отчаянно оборонялся у Храма Солнца, получив ранение в правую ногу. Испанцы, под командованием братьев Эрнандо, Гонсало и Хуана Писарро, оборонялись месяцами, пока с помощью подоспевшего Альмагро не нанесли инкам сокрушительное поражение.

### Абайя (Боливия)
С 1534 по 1535 год Кандия — 2-й Алкайд Куско в королевстве Перу (включённом в испанские владения).
Но утверждая свою власть, братья Писарро отстранили Альмагро. Четыре других вероятных соперника, среди которых был и Кандия, были удалены из Куско, получив приказ идти в соответственно четыре экспедиции, для изучения и завоевания окружающего Куско региона. Кандия, которому, как и всем конкистадорам, мерещилось Эльдорадо, получив информацию о богатом золотом Абайя от одной из своих наложниц, потратил своё состояние и, сколотив отряд из трёхсот испанцев и нескольких десятков инков, направился на юг через Анды, на территорию сегодняшней Боливии. Экспедиция не принесла ожидаемых результатов, а по возвращении Кандия обнаружил, что Эрнандо Писарро казнил его верного эфиопа Мезу, обвинив его в заговоре, после чего и сам Кандия был арестован по приказу Эрнандо Писарро.

### Испанская междоусобица
Альмагро осадил Куско, и его гарнизон в 170 человек, недовольный поведением братьев Писарро, перебежал к Альмагро, арестовав Эрнандо и Гонсало Писарро. Испанская междоусобица продолжилась 11 лет. Франсиско Писарро убил своего друга и соратника Альмагро и одержал победу при Куско 26 апреля 1538 года. Диего Альмагро (сын) 26 июня 1541 года убил Франсиско Писарро, которому тогда уже было 75 лет, в его дворце в городе Лима. Контроль над регионом перешёл к Альмагро-сыну, но испанское правительство, с целью наведения порядка, послало в Перу наделённого чрезвычайными полномочиями комиссара Вака де Кастро.

### Смерть Кандии

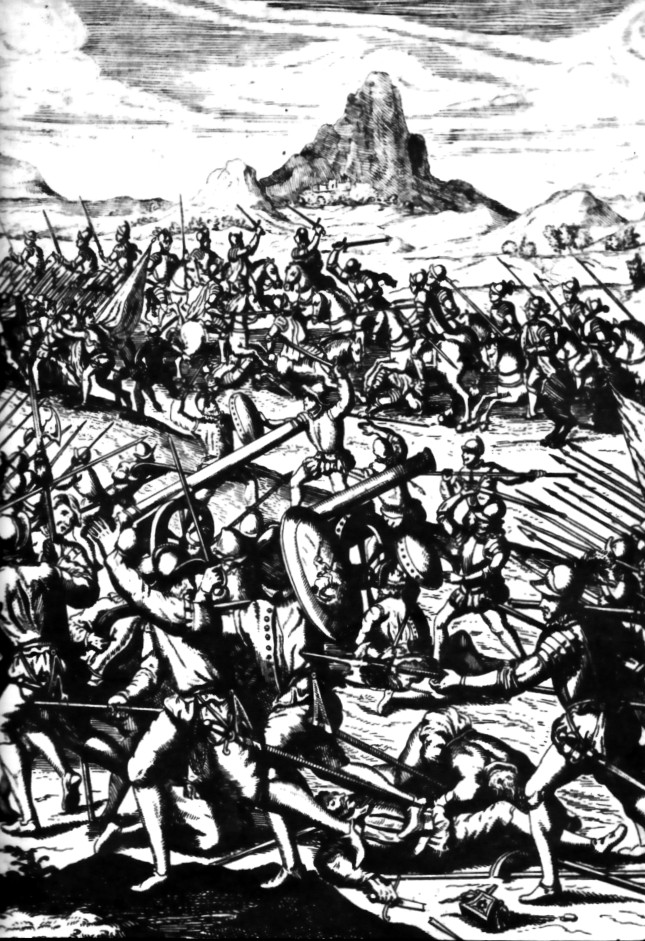
Сражение при Чупас

Возмущённый обращением с ним братьев Писарро, Кандия примкнул к сторонникам Альмагро и, с помощью своих 16 греков, отлил пушки, которыми был вооружён молодой Альмагро в сражении при Чупас, 16 сентября 1542 года, против королевских сил Вака де Кастро.
Альмагро расположил в центре артиллерию Кандии и стрелков с аркебузами, а кавалеристов расположил на флангах. Королевские войска пошли в атаку. Альмагро, заметив, что огонь артиллерии не был результативным, заподозрил Кандию в сговоре с Вака де Кастро и пригвоздил «первого белого, ступившего на землю Перу» своим копьём к пушке,. Альмагро проиграл сражение и был казнён на том же месте, где и его отец. Ход истории Южной Америки сменился, и ключевую роль в этом сыграл Кандия. До настоящего время ведутся споры относительно того, что послужило причиной неэффективного огня артиллерии под командованием Кандии результатами переговоров последнего с Вака де Кастро или это было обычной случайностью, хотя более вероятно, что Кандия хотел примириться с королём.

## Наследие
Записи, которые вёл Кандия, не сохранились. Кандия был женат на перуанке Лусии Гарсия, от которой имел две дочери и сына.
Первая дочь, Каталина, вышла замуж, но осталась бездетна, вторая, Мария, родила внучку, которая тоже осталась бездетной, и по линии дочерей род Кандии прервался. Сына Кандии упоминает как своего 12-летнего одноклассника Гарсиласо де ла Вега, это означает, что сын родился в 1539 году. Согласно Ф. Кондоглу, сын именовался Манолис, вернулся на Крит, женился, имел четырёх дочерей и сына Маркоса, внука Кандии, но эта информация не подтверждается другими источниками.